# Abisso Planet
L’abisso Planet è un abisso marino situato nella parte occidentale dell'Oceano Pacifico. Con i suoi 9.142 m di profondità è il punto più profondo della Fossa di Bougainville. 

## Localizzazione geografica
L'abisso Planet si trova a ovest dell'isola di Bougainville, una delle Isole Salomone.
L'abisso è posizionato alle coordinate 7°S e 154°O.